# Trpinja
Trpinja (serbiska: Трпиња) är en ort i Kroatien.   Den ligger i länet Srijem, i den östra delen av landet, 230 km öster om huvudstaden Zagreb. Trpinja ligger 86 meter över havet och antalet invånare är 1 846.
Terrängen runt Trpinja är mycket platt. Runt Trpinja är det ganska tätbefolkat, med 166 invånare per kvadratkilometer. Närmaste större samhälle är Vukovar, 11,5 km sydost om Trpinja. Trakten runt Trpinja består till största delen av jordbruksmark.